# Aleksandr Kosjeljov
Aleksandr Ivanovitj Kosjeljov (ryska: Александр Иванович Кошелёв), född 21 maj (gamla stilen: 9 maj) 1806 i Moskva, död där 24 november (gamla stilen: 12 november) 1883, var en rysk publicist.
Kosjeljov tillhörde det slavofila partiet av religiösa skäl. Han verkade livligt för böndernas befrielse med jord och deltog kraftigt i reformarbetet i början av 1860-talet. På 1870-talet utgav han tidskriften "Besieda" och 1880–82 "Zemstvo". På tyska utkom 1883 i Berlin hans Memoiren.